# Arizona-Spitzmaus

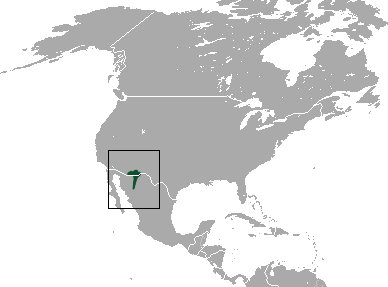
Verbreitungsgebiet der Arizona-Spitzmaus

Die Arizona-Spitzmaus (Sorex arizonae) ist ein in den südwestlichen Vereinigten Staaten und im nördlichen Mexiko verbreitetes Säugetier in der Gattung der Rotzahnspitzmäuse. Der deutsche Name und der Artzusatz im wissenschaftlichen Namen beziehen sich auf den Fundort des Typusexemplars in Arizona. Die Art ist eng mit der Zacatecas-Spitzmaus (Sorex emarginatus) verwandt.

## Merkmale
Mit einer durchschnittlichen Gesamtlänge von 110 mm, wobei Kopf und Rumpf 66 mm sowie der Schwanz 44 mm einnehmen und einem Gewicht von 2 bis 5 g ist die Art ein kleiner Gattungsvertreter. Es kommen etwa 11 mm lange Hinterfüße und um 7 mm lange Ohren vor. Oberseits sind Haare mit hellbrauner bis dunkelbrauner Bänderung vorhanden, was ein mittelbraunes Aussehen erzeugt. Auf der Unterseite haben die braunen Haare weiße Spitzen und der Schwanz besitzt eine braune Oberseite sowie eine weißliche Unterseite. Alle Zähne sind gefärbt, wobei die Schneidezähne am dunkelsten sind. Die Zahnformel lautet I 3/1, C 1/1, P 3/1, M 3/3, was 32 Zähne im Gebiss ergibt. Jedoch folgen auf die inneren Schneidezähne im Oberkiefer drei Zähne mit einer und ein vierter Zahn mit einer unscheinbaren zweiten Spitze. Dabei ist der Dritte größer oder gleich groß wie der Vierte.

## Verbreitung und Lebensweise
Die Art ist im südöstlichen Arizona, südwestlichen New Mexico und im Bundesstaat Chihuahua in Mexiko verbreitet. Sie lebt in Gebirgen zwischen 1500 und 2600 Meter Höhe. Die Arizona-Spitzmaus hält sich in feuchten Nadel- oder Mischwäldern mit Eichen, Ahorn, Walnussbäumen, Robinien, Wacholder und Kiefern auf. Sie bevorzugt die Nähe von Wasserläufen oder Quellen und einen dichten Unterwuchs wie Schachtelhalme sowie gestürzte Bäume und Baumstümpfe.
Diese Spitzmaus teilt ihr Revier mit verschiedenen anderen Kleinsäugern, wie anderen Spitzmäusen, Nagetieren und Fledermäusen. Sie ist meist nach Regenfällen aktiv und hält keinen Winterschlaf. Die Geburt der Nachkommen findet relativ spät zwischen Juli und Oktober statt. Ein fast voll entwickelter Embryo war 9 mm lang.

## Gefährdung
Aufgrund der spärlichen und verstreuten Verbreitung können sich Landschaftsveränderungen schnell negativ auswirken. Bis 2016 hielten sich diese in Grenzen. Die IUCN listet die Arizona-Spitzmaus als nicht gefährdet (least concern).